# Strumpfbandnattern
Strumpfbandnattern (Thamnophis) ist der Gattungsname einer Vielzahl von amerikanischen Schlangenarten. Sie zeichnen sich durch vielfältige Farbvariationen aus. Allen gemeinsam sind die meistens hell abgesetzten Rücken- und Seitenstreifen, denen sie den Namen „Strumpfbandnattern“ verdanken. Einige Vertreter der Gattung sind beliebte Terrarientiere.

## Merkmale
Strumpfbandnattern sind mittelgroße Schlangen, die meist Körperlängen von etwa 30 bis 110 Zentimetern erreichen, bei der größten Art, der Riesen-Strumpfbandnatter (T. gigas), bis zu 160 Zentimetern. Die Weibchen sind dabei im ausgewachsenen Zustand meist deutlich größer als die Männchen. Die Körperfärbung ist innerhalb der Gattung sehr variabel. Namensgebend sind die entlang des Körpers verlaufenden helleren Streifen, die an ein Strumpfband erinnern und meist als ein Rückenstreifen und zwei Seitenstreifen ausgebildet sind. Letztere verlaufen meist auf der zweiten bis vierten Rückenschuppenreihe. Rücken- und Seitenstreifen weisen häufig verschiedene Farben auf und können dunkel umrandet sein. Daneben treten verschiedene Fleckenmuster auf. Es wird vermutet, dass die Körperzeichnung als somatolytische Tarnung dient, die die Körperform möglichen Angreifern gegenüber verschleiert.
Die Pholidose ist bei den Strumpfbandnatter auch innerhalb einer Art oft variabel und hängt von verschiedenen Faktoren wie Temperatur- und Hormoneinwirkung während der Entwicklung sowie genetischen Faktoren ab. Der Kopf weist paarige Internasal-, Praefrontal- und Parietalschilde sowie ein einzelnes Scutum frontale auf. Das Auge ist von meist einem Prae-, einem Supra- und zwei bis vier Postokularschilden umgeben, dahinter liegen meist drei Schläfenschilde. Die Supralabialschilde zählen sechs bis neun, die Sublabialschilde acht bis zwölf. Die Rückenschuppen verlaufen in 17 bis 23 Reihen und sind gekielt. Von den Amerikanischen Schwimmnattern (Nerodia) unterscheiden sich Strumpfbandnattern durch den meist ungeteilten Analschild.

## Lebensweise
In der Natur haben Strumpfbandnattern ein sehr breites Beutespektrum. Sie ernähren sich von Regenwürmern, Egeln, Nacktschnecken, kleinen Fischen, Amphibien und deren Kaulquappen, kleinen Nagern und sogar Jungvögeln.
Die Paarung erfolgt bei den meisten Arten bereits im Frühjahr, bei einigen auch im Sommer. Anders als die meisten Schlangen sind Strumpfbandnattern lebendgebärend (ovovivipar). Die Jungtiere sind bei der Eiablage bereits voll ausgebildet und nur noch von einer dünnen, durchsichtigen Eihülle umgeben. Diese Hülle muss während oder direkt nach der Geburt von den Jungtieren durchstoßen werden, da sie sonst ersticken. Ein Strumpfbandnattern-Wurf umfasst in der Regel zumeist 10–20 Jungtiere. In Einzelfällen wurden allerdings auch schon Wurfgrößen von mehr als 80 Jungtieren beobachtet.

## Verbreitung
Der natürliche Lebensraum der Strumpfbandnattern erstreckt sich von Kanada und den USA bis in Teile Mittelamerikas. 
Sie gehören zur Unterfamilie der Wassernattern (Natricinae). Die meisten Arten sind folglich in der Nähe von Gewässern zu finden. 
Obwohl die Gattung eine der gängigsten Schlangen in Amerika darstellt, sind einige Arten und Unterarten der Strumpfbandnatter vom Aussterben bedroht und stehen unter besonderem Artenschutz.

## Arten
Die Gattung Strumpfbandnattern wird in 37 Arten eingeteilt (Stand: Dezember 2022). Jedoch verändern sich durch neue Funde und durch genetische Untersuchungen die Zuweisungen zu Arten und Unterarten bis heute fortlaufend.
- Thamnophis atratus Kennicott, 1860
- Thamnophis bogerti Rossman & Burbrink, 2005
- Kurzkopf-Strumpfbandnatter (Thamnophis brachystoma (Cope, 1892))
- Butlers Strumpfbandnatter (Thamnophis butleri (Cope, 1889))
- Goldkopf-Strumpfbandnatter (Thamnophis chrysocephalus (Cope, 1885))
- Thamnophis conanti Rossman & Burbrink, 2005
- Thamnophis copei Dugès, 1879
- Couchs Strumpfbandnatter (Thamnophis couchii (Kennicott, 1859))
- Schwarznacken-Strumpfbandnatter (Thamnophis cyrtopsis (Kennicott, 1860))
- Bergstrumpfbandnatter (Thamnophis elegans (Baird & Girard, 1853))
- Mexikanische Strumpfbandnatter (Thamnophis eques (Reuss, 1834))
- Mexikanische Wandernde Strumpfbandnatter (Thamnophis errans Smith, 1942)
- Zwerg-Strumpfbandnatter (Thamnophis exsul Rossman, 1969)
- Thamnophis foxi Rossman & Blaney, 1968
- Guatemala-Strumpfbandnatter (Thamnophis fulvus (Bocourt, 1893))
- Riesen-Strumpfbandnatter (Thamnophis gigas Fitch, 1940)
- Godmans Strumpfbandnatter (Thamnophis godmani (Günther, 1894))
- Zweistreifen-Strumpfbandnatter (Thamnophis hammondii (Kennicott, 1860))
- Thamnophis lineri Rossman & Burbrink, 2005
- Karierte Strumpfbandnatter (Thamnophis marcianus (Baird & Girard, 1853))
- Mexikanische Schwarzbauch-Strumpfbandnatter (Thamnophis melanogaster (Peters, 1864))
- Mexikanische Berg-Strumpfbandnatter (Thamnophis mendax Walker, 1955)
- Durango-Strumpfbandnatter (Thamnophis nigronuchalis Thompson, 1957)
- Nordwestliche Strumpfbandnatter (Thamnophis ordinoides (Baird & Girard, 1852))
- Mexikanische Tiefland-Strumpfbandnatter (Thamnophis postremus Smith, 1942)
- Westliche Bändernatter (Thamnophis proximus (Say, 1823))
- Gelbhals-Strumpfbandnatter (Thamnophis pulchrilatus (Cope, 1885))
- Prärie-Strumpfbandnatter (Thamnophis radix (Baird & Girard, 1853))
- Rossmans Strumpfbandnatter (Thamnophis rossmani Conant, 2000)
- Rotpunkt-Strumpfbandnatter (Thamnophis rufipunctatus (Cope, 1875))
- Östliche Bändernatter (Thamnophis saurita (Linnaeus, 1766))
- Treppen-Strumpfbandnatter (Thamnophis scalaris Cope, 1861)
- Mexikanische Hochland-Strumpfbandnatter (Thamnophis scaliger (Jan, 1863))
- Gewöhnliche Strumpfbandnatter (Thamnophis sirtalis (Linnaeus, 1758))
- Sattelflecken-Strumpfbandnatter (Thamnophis sumichrasti (Cope, 1866))
- Thamnophis unilabialis Tanner, 1985
- Mexikanische Westküsten-Strumpfbandnatter (Thamnophis validus (Kennicott, 1860))